# Pterolepis glomerata
Pterolepis glomerata är en tvåhjärtbladig växtart som först beskrevs av Christen Friis Rottbøll, och fick sitt nu gällande namn av Friedrich Anton Wilhelm Miquel. Pterolepis glomerata ingår i släktet Pterolepis och familjen Melastomataceae. Inga underarter finns listade i Catalogue of Life.

## Bildgalleri

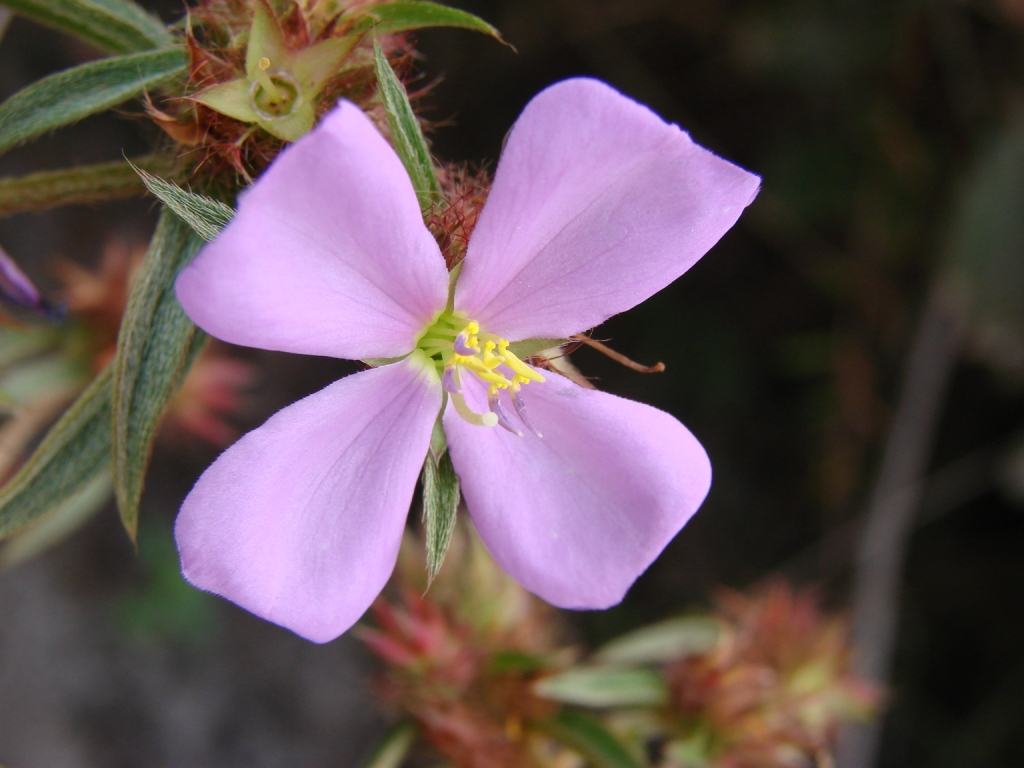
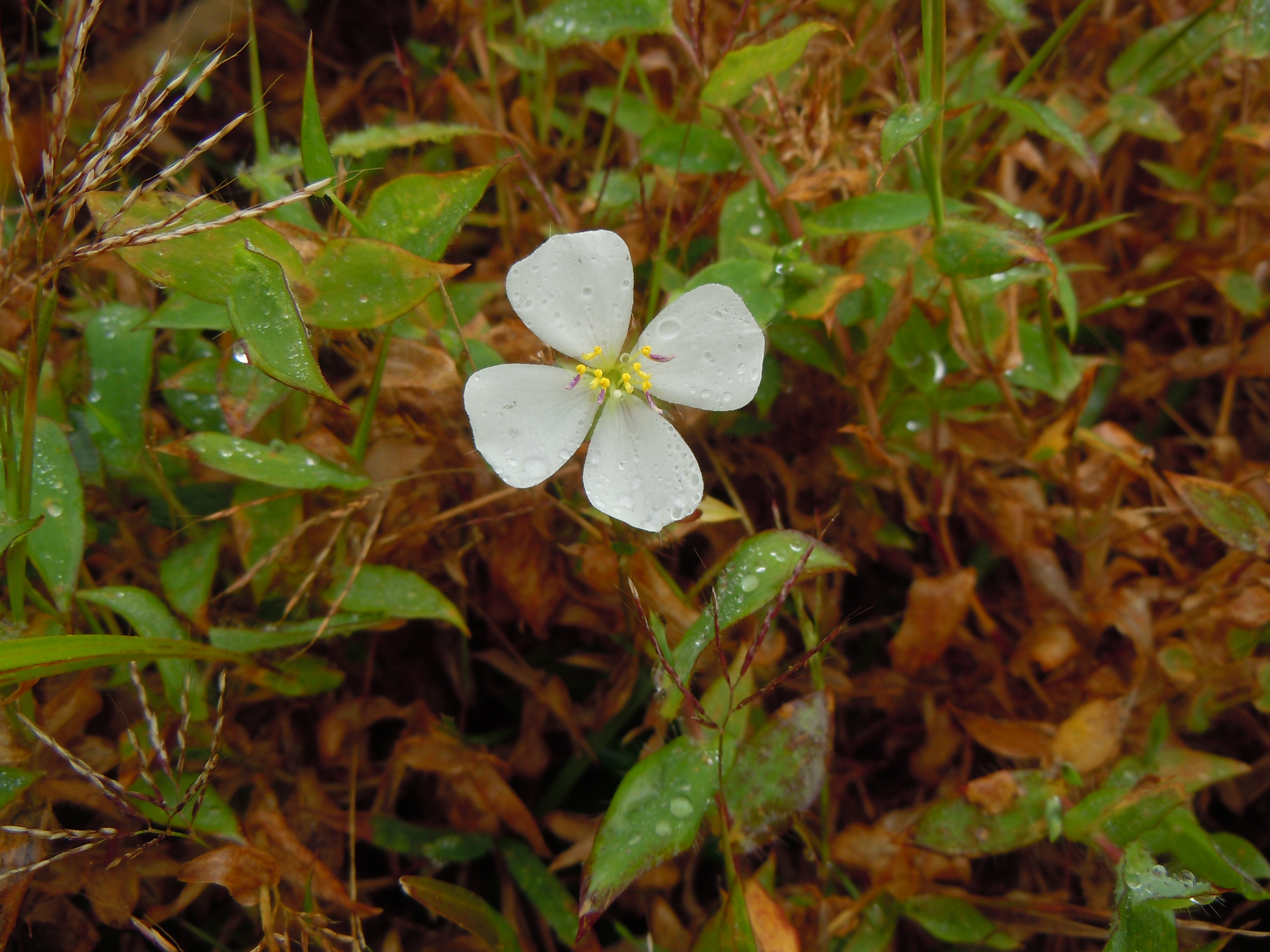
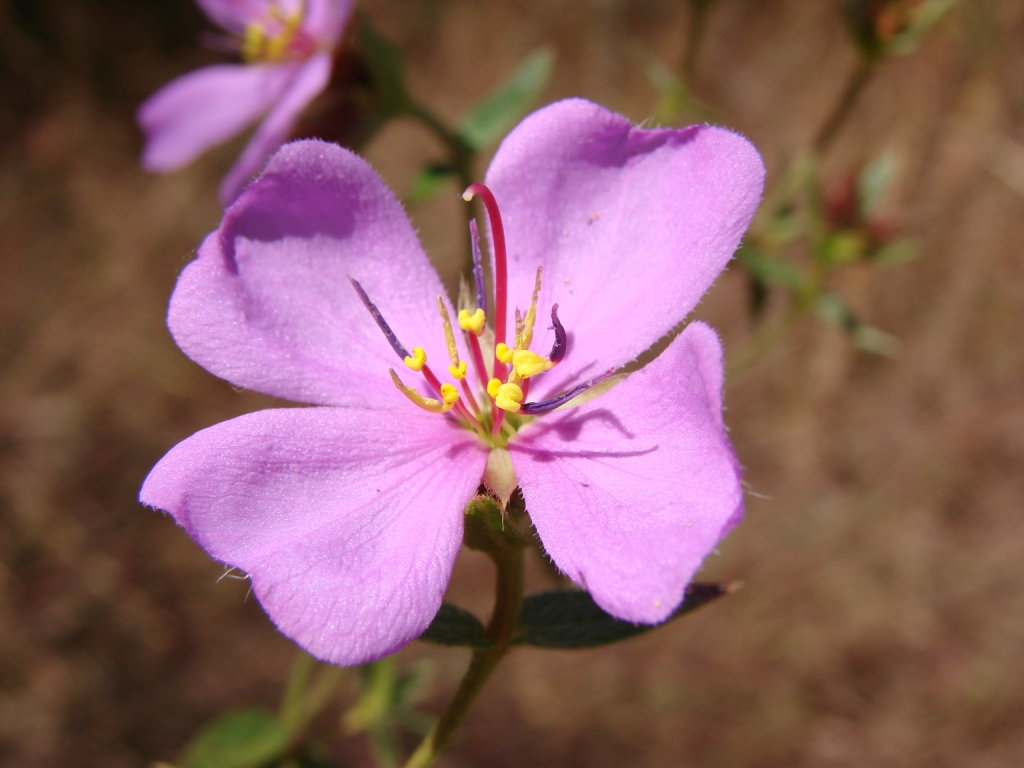
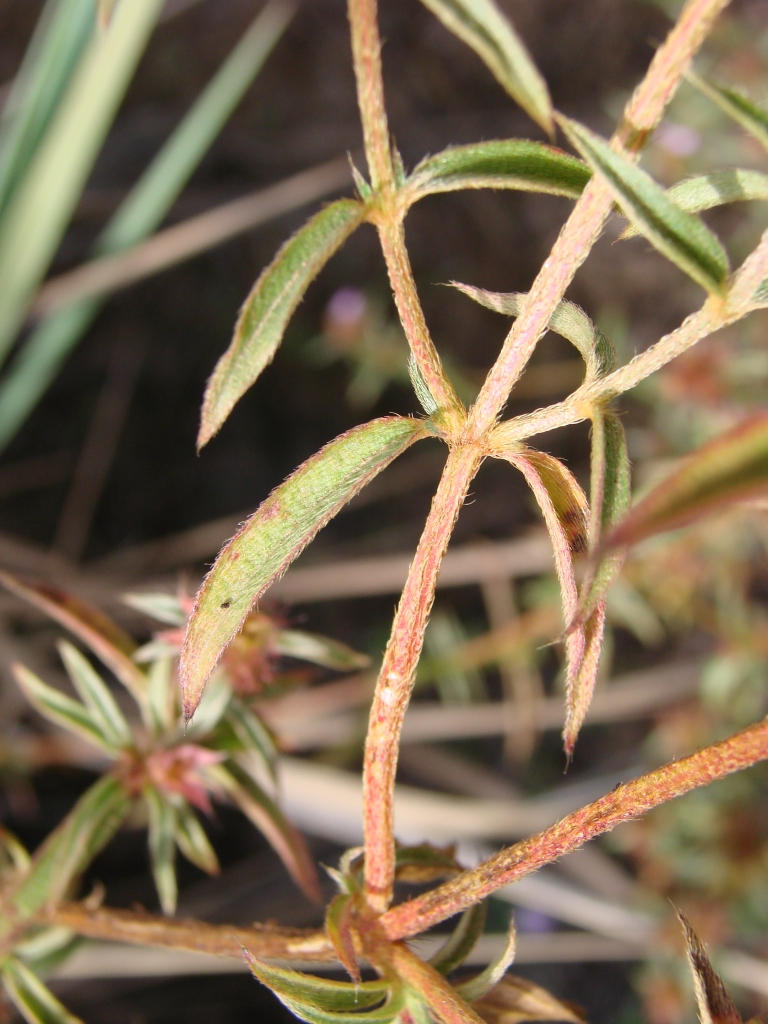